# Gioiello d'Alfredo

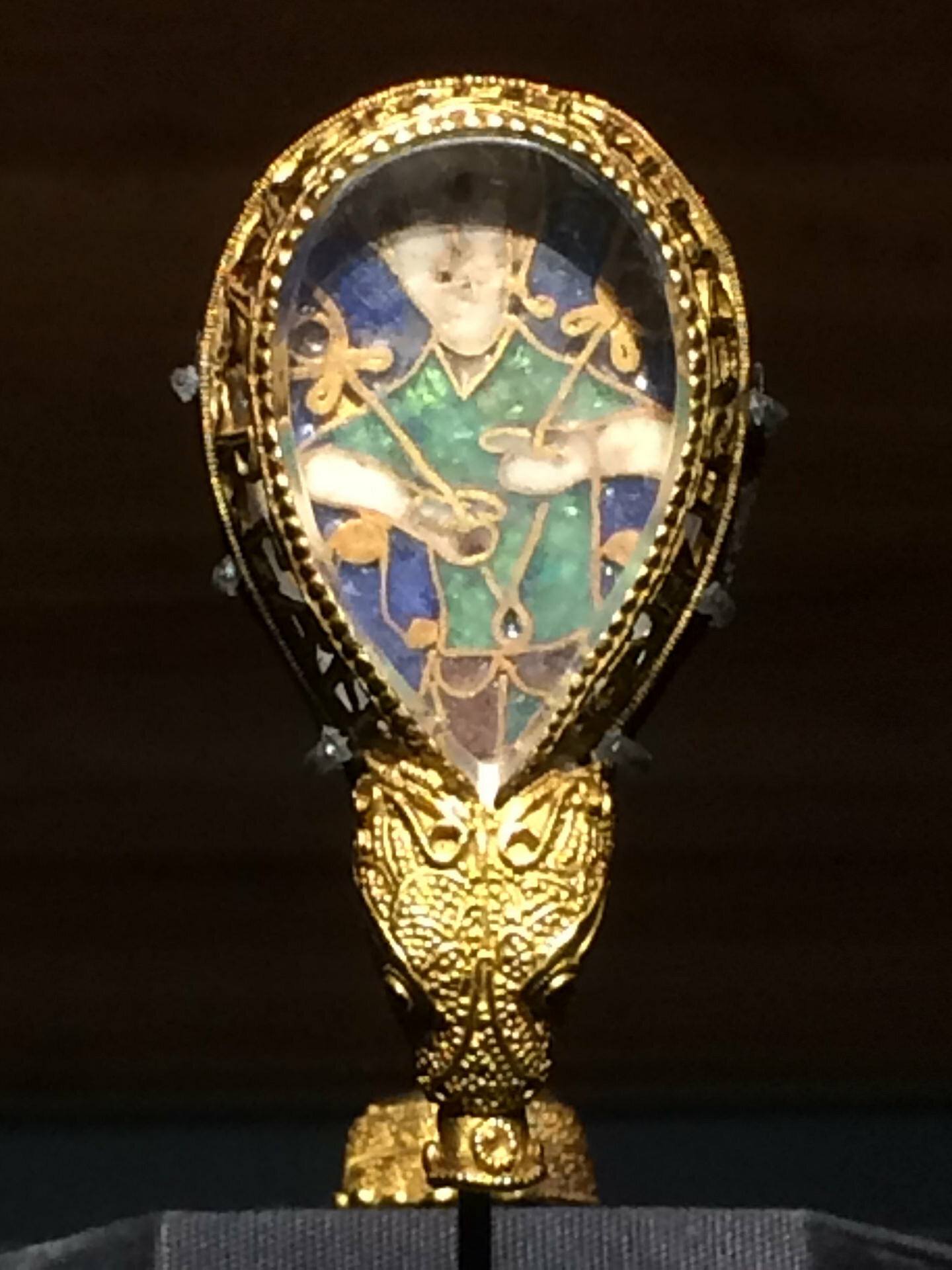
Il lato frontale del gioiello, con la parte alta in ombra

Il gioiello d'Alfredo è un oggetto d'oreficeria anglosassone, scoperto nel 1693. È stato datato al tardo IX secolo, il periodo del regno d'Alfredo il Grande, e sul gioiello è scritto «AELFRED MEC HEHT GEWYRCAN», ovvero «Alfredo mi fece fare».
È incerto quale fosse la natura esatta dell'oggetto; oggi, il consenso generale degli studiosi ritiene che fosse il terminale d'un bastoncino per aiutarsi nella lettura seguendo le parole.

## Nella cultura popolare
Nella Ballata del Cavallo Bianco di Chesterton, il gioiello è un «avito monile» che Alfredo porta appeso sull'armatura; Alfredo lo getta ai piedi della Madonna, che gli appare in una visione. Il gioiello resta lì per essere ritrovato solo secoli dopo.